# Гречко, Виктор Васильевич
Виктор Васильевич Гречко (укр. Віктор Васильович Гречко; 1 сентября 1922, Веприк, Полтавская губерния — 14 мая 1992) — советский и украинский учёный-правовед. Кандидат юридических наук (1960), профессор (1986). Работал в Харьковском юридическом институте, где с 1984 года занимал должность профессора кафедры природоресурсного права и правовой охраны природы. Участник Великой Отечественной войны.

## Биография

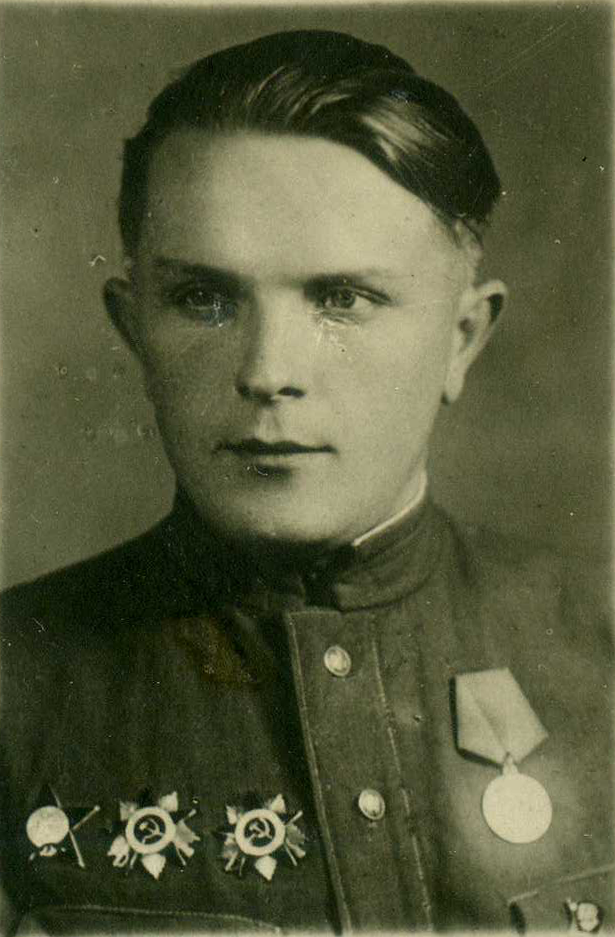
Комсорг ХЮИ Виктор Гречко. 1950 год

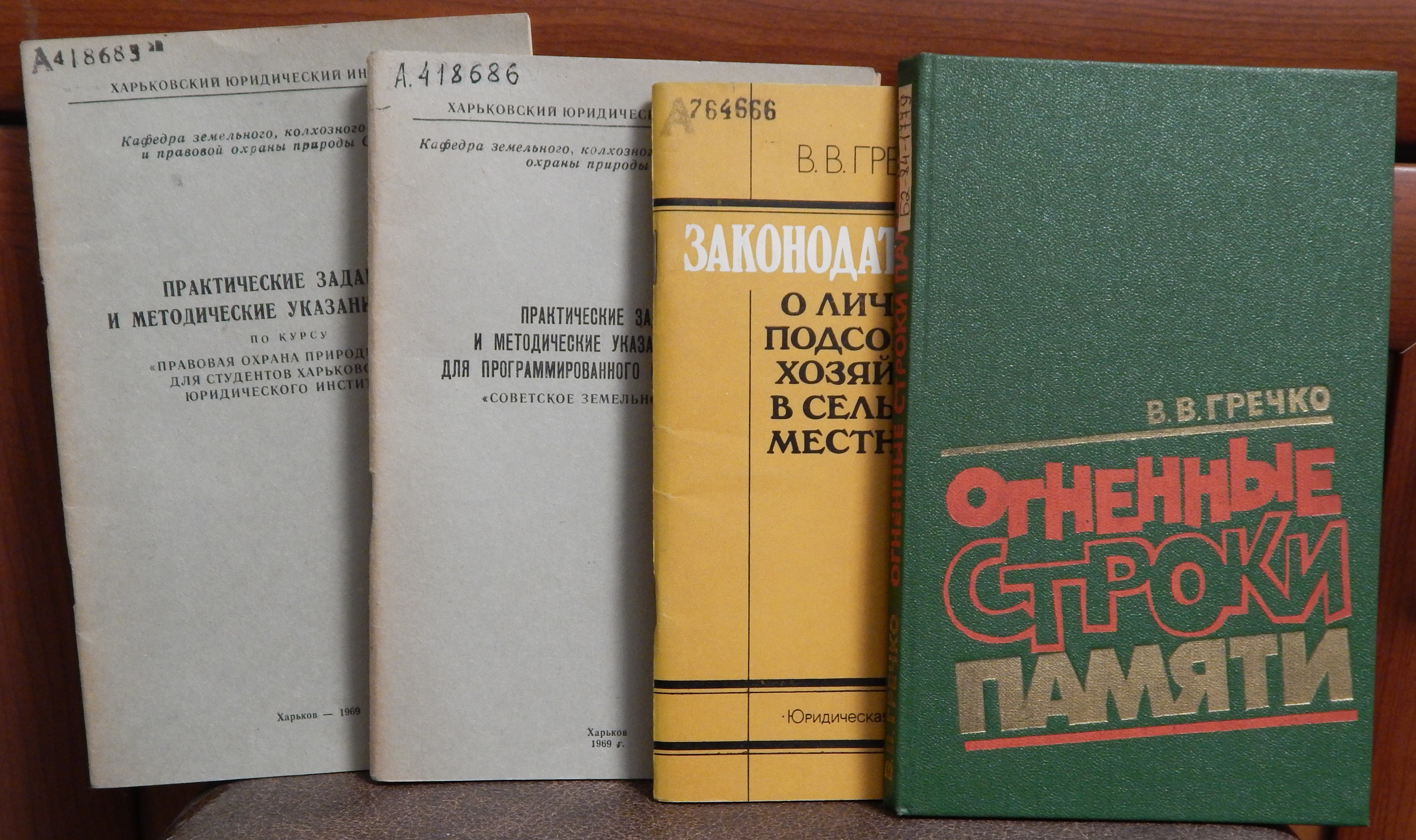
Книги Виктора Гречко

Виктор Гречко родился 1 сентября 1922 в селе Веприк Гадячского уезда Полтавской губернии (теперь — Полтавская область, Украина). С 1941 по 1947 год служил в рядах Красной армии, принимал участие в боях на Брянском, а затем 3-м Белорусском фронтах Великой Отечественной войны. Занимал должность командира стрелковой роты и начальника разведки дивизиона миномётного полка. Имел воинское звание старшего лейтенанта. В послевоенные годы возглавлял совет ветеранов 545-го миномётного полка.
Высшее образование получил в Харьковском юридическом институте, который окончил в 1953 году. Сразу же после окончания вуза начал в нём работать. Первые три года Виктор Гречко был аспирантом на кафедре трудового, колхозного и земельного права. Затем, с 1956 по 1984 год Гречко работал на кафедре земельного права и правовой охраны природы, где последовательно занимал должности ассистента, старшего преподавателя и доцента. Одновременно с научной и педагогической работой, некоторое время, в 1957 году, был руководителем научной библиотеки вуза.
Вместе с профессором Юлианом Вовоком и доцентом Валентином Чуйковым являлся одним из основоположников кафедры природоресурсного права и правовой охраны природы (ныне кафедра экологического права). Начиная с 1984 года Виктор Васильевич занимал должность профессора этой кафедры.
В 1984 году в харьковском издательстве «Прапор» тиражом 10 000 экземпляров вышла документальная повесть Гречко «Огненные строки памяти», рецензентами которой стали кандидаты исторических наук Ю. В. Плотников и В. А. Горбик.
Виктор Васильевич Гречко скончался 15 мая 1992 года.

## Научная деятельность
В. В. Гречко занимался изучением правоотношений в сфере аграрного права с использованием земельных и водных ресурсов. В 1960 году Виктор Гречко защитил диссертацию на соискание учёной степени кандидата юридических наук по теме «Полномочия местных советов УССР и усовершенствование работы их аппарата в 1925—1927 гг.». В 1964 году Виктору Васильевичу было присвоено учёное звание доцента, а в 1986 — профессора.
Виктор Васильевич стал автором или соавтором более чем 60 научных трудов. Его основными трудами считаются: «Законодательство о личном подсобном хозяйстве в сельской местности» (1980), «Советское земельное право» (1981, соавтор), «Правовое положение подсобных хозяйств» (1985) и «Конституционное право частной собственности» (1989).

## Награды
Виктор Васильевич был награждён тремя орденами Отечественной войны — два I степени (30 апреля 1945 и 6 апреля 1985) и один II (26 ноября 1944), орденом Красной Звезды (9 июня 1944) и медалями, среди которых были: «За отвагу» (15 апреля 1943), «За победу над Германией в Великой Отечественной войне 1941—1945 гг.» и «За взятие Кёнигсберга».